# Хван Гёан
Хван Гёан, также в СМИ упоминается как Хван Гё Ан (кор. 황교안?, 黃敎安?; род. 15 апреля 1957, Сеул) — южнокорейский государственный и политический деятель, юрист. 63-й министр юстиции Республики Корея и 44-й премьер-министр Республики Корея, исполняющий обязанности президента Республики Корея с 9 декабря 2016 по 10 мая 2017 года.

## Биография
Окончил престижную среднюю школу Кенги в Сеуле, а в 1981 году юридический факультет университета Сонгюнгван. Более тридцати лет работал в органах прокуратуры. Занимал должности прокурора городов Чханвона, Тэгу и Пусана.
С марта 2013 года — министр юстиции Республики Корея, 21 мая 2015 года выдвинут на пост премьер-министра страны, 18 июня 2015 года парламент одобрил его назначение главой правительства.
9 декабря 2016 года, в связи с импичментом против президента Пак Кын Хе, стал, в соответствии с конституцией, исполняющим обязанности президента Республики Корея. В должности и. о. Президента Республики Корея Хван Гёан пробыл до 10 мая 2017 года. В этот день новым президентом Республики Корея стал Мун Чжэ Ин.
11 мая 2017 года Хван Гёан подал в отставку с поста премьер-министра страны. Президент Мун Чжэ Ин на встрече с ним предложил исполнять обязанности до формирования нового правительства. Однако Хван Гёан отказался.

## Личная жизнь
Гёан женат и имеет двоих детей: сына и дочь.